# Preu de transferència
Dins del màrqueting empresarial el preu de transferència és el preu que pacten dues empreses que pertanyen a un mateix grup empresarial o a una mateixa persona. Mitjançant aquest preu es transfereixen béns entre ambdues: una li pot vendre més car o més barat, a diferència del preu de mercat; per tant, el preu de transferència no sempre segueix les regles d'una economia de mercat, és a dir no sempre es regula mitjançant l'oferta i la demanda.
Les normes sobre preus de transferència busquen evitar que empreses vinculades o relacionades (casa matriu i filials, per exemple) manipulin els preus sota els quals intercanvien béns o serveis, de manera que augmentin així els seus costos o deduccions o disminueixin els seus ingressos gravables. Aquest concepte es coneix internacionalment com a Principi Arm's Length, i ha estat adoptat per la majoria de les economies del món i, en particular, pels països que integren l'Organització per a la Cooperació i Desenvolupament Econòmic (OCDE).